# IEEE 802.15
IEEE 802.15 és un grup de treball de l'lnstitut d'Enginyers elèctrics i Electrònics (IEEE en anglès) que pertany al grup IEEE 802. IEEE 802.15 treballa tot especificant les xarxes d'àrea Personal sense fil (xarxa sense fil). La llista actual de projectes del grup es pot veure al seu web IEEE 802.15.

## Llista de Projectes del grup IEEE 802.15
- IEEE 802.15.1: WPAN / Bluetooth
- IEEE 802.15.2: Coexistence
- IEEE 802.15.3: High Rate WPAN
  - IEEE 802.15.3-2003
  - IEEE P802.15.3a
  - IEEE 802.15.3b-2006
  - IEEE 802.15.3c-2009
- IEEE 802.15.4: Low Rate WPAN
  - WPAN Low Rate Alternative PHY (4a)
  - Revision and Enhancement (4b)
  - PHY Amendment for China (4c)
  - PHY and MAC Amendment for Japan (4d)
  - MAC Amendment for Industrial Applications (4e)
  - PHY and MAC Amendment for Active RFID (4f)
  - PHY Amendment for Smart Utility Network (4g)
- Task Group 5: Mesh Networking
- IEEE 802.15.6: Body Area Networks
- IEEE 802.15.7: Visible Light Communication
- IEEE P802.15.8: Peer Aware Communications
- IEEE P802.15.9: Key Management Protocol
- IEEE P802.15.10: Layer 2 Routing

- IEEE 802.15.4
- IEEE 802.15.6
- Bluetooth
- DASH7
- Energy harvesting
- EnOcean
- List of device bandwidths
- Sun SPOT
- Ultra wideband (UWB)
- UWB Forum
- Bluetooth low energy
- WiMedia Alliance
- WirelessHD
- Wireless USB
- ZigBee
- 6LoWPAN